# Pločnik (miasto Doboj)
Pločnik (cyr. Плочник) – wieś w Bośni i Hercegowinie, w Republice Serbskiej, w mieście Doboj. W 2013 roku liczyła 304 mieszkańców.